# 寺田光徳
寺田 光徳（てらだ みつのり、1947年9月 - ）は、日本のフランス文学者、翻訳家。熊本大学名誉教授。
19世紀フランス文学、疾病の研究を行う。

## 人物
静岡県生まれ。東京都東大和市在住。
1974年大阪市立大学仏文科卒、1981年同大学院博士課程満期退学、弘前大学助教授。2002年熊本大学教授。2013年4月より熊本大学名誉教授。
1998年「跳梁するシフィリス 十九世紀文学における梅毒神話をめぐって」で大阪市大文学博士。

## 著書
- 『梅毒の文学史』（平凡社） 1999
- 『欲望する機械 - ゾラの「ルーゴン＝マッカール叢書」』（藤原書店） 2013
- 『ゾラの芸術社会学講義 - マネと印象派の時代』（藤原書店） 2021

## 翻訳
- 『失行症』（Jean-Louis Signoret, Pierre North、渡辺俊三共訳、医学書院） 1984.5
- 『かたちと力 原子からレンブラントへ』（ルネ・ユイグ、西野嘉章共訳、潮出版社） 1988.7
- 『火、そして霧の中の信号 - ゾラ』（ミッシェル・セール、法政大学出版局、叢書・ウニベルシタス） 1988.4
- 『時間を読む』（ミシェル・ピカール、法政大学出版局、叢書・ウニベルシタス） 1995.10
- 『梅毒の歴史』（クロード・ケテル、藤原書店） 1996.9
- 『正も否も縦横に 科学と神話の相互批判』（アンリ・アトラン、法政大学出版局、叢書・ウニベルシタス） 1996.7
- 『フラ・アンジェリコ 神秘神学と絵画表現』（ジョルジュ・ディディ=ユベルマン、平岡洋子共訳、平凡社） 2001.5
- 『獣人 愛と殺人の鉄道物語』（ゾラ、藤原書店） 2004.11
- 『人と細菌 17-20世紀』（ピエール・ダルモン、田川光照共訳、藤原書店） 2005.10